# Llano del Espinar
Llano del Espinar es una aldea perteneciente al municipio de Castro del Río (Córdoba) al sur del mismo.

## Descripción
En el año 2018 tenía censados 452 habitantes.
Altitud de 612 m s.n.m. Está en las estribaciones septentrionales de la sierra de Cabra en un llano entre el cerro de los Leones y el de Mangalavilla. 
Se formó como núcleo habitado en una intersección de vías pecuarias (Veredas de Monturque, de Baena, de Espejo, Cordel del Cerro del Macho) por trabajadores de cortijos colindantes, entre los que destacan el de Magdaleno, La Cubana, Los Atanores y el Molino de Jorgillo.

## Economía
Las tierras son muy fértiles. Dedicada principalmente al cultivo del olivo y de la vid. El vino elaborado con su uva pertenece a la Denominación de Origen Montilla-Moriles.

## Comunicaciones
Se encuentra en el km 14 de la carretera autonómica A-3129 (Castro del Río a Cabra) Castro del Río está a 14 km, Cabra a 16 km, Montilla a 12 km, Nueva Carteya a 11 km y Espejo a 16 km.

## Fiestas
Procesión de la Virgen de Fátima el 13 de mayo con una romería el domingo más cercano.
Real Feria a mediados del 15 de agosto. Durante la misma tiene lugar el Concurso Provincial de Racimos de Uva de Llano del Espinar.